# Estádio do Restelo
Estádio do Restelo är en fotbollsanläggning i Lissabon, Portugal. Den är hemmaarena åt fotbollsklubben CF Os Belenenses och tar in 19 856 åskådare.
Anläggningen invigdes den 23 september 1956 med en match mellan CF Os Belenenses och Sporting Lissabon som Belenenses vann med 2-1.